# Šenturška gora, Šentvid ob Glini
Za goro po kateri je dobilo ime naselje glej Šenturška gora.
 Šenturška gora   (nemško Ulrichsberg) je zaselek ali naselje v občini Šentvid ob Glini okraja Šentvid ob Glini na Koroškem. Kraj ima 24 prebivalcev (1. januar 2023). Leži na območju katastrske občine Galling.

## Lega
Vas leži na skrajnem jugu občine Šentvid ob Glini v Glinskem gričevju. Na severovzhodnem pobočju  Šenturške gore, jugovzhodno od vasi Krnskega gradu  in severozahodno od vasi Poreče na gori (nemško Pörtschach am Berg).

## Zgodovina
Kraj spada pod davčno občino Galling. V prvi polovici 19. stoletja pa je spadal pod davčno okrožje Karlsberg. Ob oblikovanju krajevnih skupnosti v okviru reform po revoluciji v letih 1848/49 je Šenturška gora/Ulrichsberg prišla v občino Hörzendorf (ki se je sprva imenovala občina Karlsberg). Leta 1972 je bil kraj priključen občini Šentvid ob Glini.

## Rast prebivalstva
V kraju je bilo prešteto naslednje število prebivalstva:
- 1869: 6 hiš, 51 preb. [3]
- 1900: 5 hiš, 35 preb. [4]
- 1910: 5 hiš, 29 preb. [5]
- 1923: 5 hiš, 26 prebivalcev [6]
- 1934: 26 prebivalcev [7]
- 1961: 4 hiše, 20 prebivalcev [8]
- 2001: 13 stavb (od tega 8 stanovanjskih) z 13 stanovanji in 8 gospodinjstvi; 25 stanovalcev in 1 primerov začasnega prebivališča [9]
- 2011: 13 stavb, 32 prebivalcev [10]